# Schroederella fuscopicea
Schroederella fuscopicea är en tvåvingeart som beskrevs av Gill 1962. Schroederella fuscopicea ingår i släktet Schroederella och familjen myllflugor. Inga underarter finns listade i Catalogue of Life.